# Hyundai Veloster
La Hyundai Veloster est une voiture produite par le constructeur automobile coréen Hyundai. Sa carrosserie est asymétrique avec une porte côté conducteur et deux portes côté passager.

## 1regénération (FS; 2011-2016)
La Veloster est à la fois un coupé et une berline compacte avec sa forme asymétrique : une seule porte et un profil de coupé côté conducteur, 2 portes pour faciliter l’accès aux places arrière côté passager.
Son nom est formé par la contraction de Velocity-Roadster.

### Présentation
La Hyundai Veloster est présentée au Salon international de l'automobile d'Amérique du Nord 2011.
Une version atmosphérique de 140 ch a été dévoilée d'abord, suivie d'une version turbocompressée de 186 ch.

### Motorisations
|                                       | 1.6 GDI                                    | blue 1.6 GDI                         | 1.6 Turbo                                                                      |
| ------------------------------------- | ------------------------------------------ | ------------------------------------ | ------------------------------------------------------------------------------ |
| Disponibilité                         | depuis 08/2011                             | depuis 08/2011                       | depuis 10/2012                                                                 |
| Code moteur                           | Gamma (G4FD)                               | Gamma (G4FD)                         | Gamma (G4FJ)                                                                   |
| Caractéristiques                      |                                            |                                      |                                                                                |
| Type de moteur                        | L4 essence                                 | L4 essence                           | L4 essence                                                                     |
| Alimentation                          | Atmosphérique, injection directe           | Atmosphérique, injection directe     | Turbocompressé, injection directe                                              |
| Cylindrée                             | 1 591 cm3                                  | 1 591 cm3                            | 1 591 cm3                                                                      |
| Puissance maximale                    | 103 kW (140 ch) à 6 300 tr/min             | 103 kW (140 ch) à 6 300 tr/min       | 137 kW (186 ch) à 5 500 tr/min                                                 |
| Couple maximal                        | 167 N m à 4 850 tr/min                     | 167 N m à 4 850 tr/min               | 265 N m à 1 500–4 500 tr/min                                                   |
| Transmission                          |                                            |                                      |                                                                                |
| Transmission, série                   | Traction                                   | Traction                             | Traction                                                                       |
| Boîte de vitesses, série              | Manuelle 6 rapports                        | Manuelle 6 rapports (Start & Stop)   | Manuelle 6 rapports                                                            |
| Boîte de vitesses, option             | Séquentielle 6 rapports (double embrayage) | —                                    | Automatique 6 rapports Séquentielle 7 rapports (double embrayage, dès mi-2015) |
| Mesures                               |                                            |                                      |                                                                                |
| Vitesse maximale                      | 201 km/h [200 km/h]                        | 201 km/h                             | 220 km/h [214 km/h]                                                            |
| Accélération 0–100 km/h               | 9,7 s [10,3 s]                             | 9,7 s                                | 7,3 s [7,3 s]                                                                  |
| Consommation par 100 km (cycle mixte) | 6,5 l [6,4 l], SP95                        | 5,9 l, SP95                          | 6,9 l [7,7 l], SP95                                                            |
| Émissions de CO2 (cycle mixte)        | 148 g/km [145 g/km]                        | 137 g/km                             | 157 g/km [174 g/km]                                                            |
| Norme d'émission                      | Euro 5 et Euro 6 à partir de mi-2015       | Euro 5 et Euro 6 à partir de mi-2015 | Euro 5 et Euro 6 à partir de mi-2015                                           |
| Capacité du réservoir                 | 50 litres                                  | 50 litres                            | 50 litres                                                                      |

### Concept-car
La Hyundai Veloster a été préfigurée par la Hyundai Veloster Concept (codé HND-3), présentée au Salon de l'automobile de Séoul 2003.

## 2egénération (2018-)
La Hyundai Veloster de seconde génération est présentée au Salon international de l'automobile d'Amérique du Nord 2018. Elle n'est pas commercialisée en Europe.

### Motorisations
La Veloster N reçoit la motorisation de sa grande sœur la Hyundai i30 N, à savoir le quatre cylindres 2.0 litres turbocompressé de 275 ch.